# 2521 Heidi
2521 Heidi este un asteroid din centura principală, descoperit pe 28 februarie 1979 de Paul Wild.